# Nóż wojskowy wz. 92
Nóż wojskowy wz. 92 – nóż wojskowy polskiej konstrukcji. Zaprojektowany na początku lat 90. XX wieku. Powstał z myślą o żołnierzach wchodzących w skład jednostek rozpoznania, desantowo-szturmowych czy wojsk specjalnych. Zastąpił noże wz. 55, wcześniej używane przez jednostki specjalne WP. 

## Początki
Na początku lat 90. w 62. Kompanii Specjalnej, która stacjonowała w Bolesławcu powstał projekt noża bojowego, który miałby zastąpić mocno już wyeksploatowane  noże noże wz. 55 używane dotychczas przez jednostki specjalne Wojska Polskiego. Wstępnym oznaczeniem, jakie przybrał nowy nóż specjalny było 62 KS. Nóż bojowy "62 KS" po zaliczeniu serii badań i testów w Wojskowym Instytucie Technicznym Uzbrojenia został zamówiony przez MON dla oddziałów specjalnych Wojska Polskiego, jednak z nowym oznaczeniem - nóż wojskowy wz. 92. Pierwsze zamówienie, wystawione przez Armię RP optowało na ponad 3000 tych noży, które sukcesywnie dostarczano oddziałom w latach 1993-1994.

## Przeznaczenie
Przeznaczeniem noża wojskowego wz.92, oprócz typowych zastosowań, jest możliwość wykonywania rzutów do celu na znaczne odległości. Gwarantuje w odróżnieniu od wz.55 dobre wyważenie oraz stosunkowo niska waga, a także zapewnia właściwą wytrzymałość na zginanie oraz wysoką odporność na kruszenie - typowe dysfunkcje wz.55, którym poddawany jest nóż w warunkach bojowych. Mocna, stalowa głowica rękojeści umożliwia zadawanie wszelkiego rodzaju uderzeń wymierzonych w przeciwnika, może także pełnić rolę młotka.

## Konstrukcja
Głownię noża wykonano z hartowanej stali sprężynowej czernionej chemicznie lub chromowanej galwanicznie zapewnia zadowalającą wytrzymałość na zginanie oraz odporność na wykruszenia. Prosta głownia o długości 173 mm, szerokości u nasady 23,5 mm i grubości 5 mm na 2/3 swojej długości jest jednosieczna, dalej obosieczna. Na mniej więcej ⅔ całkowitej długości głowni (rozpoczynająca się u nasady progu, a kończąca na wysokości przechodzenia ostrza w pióro) znajduje się strudzina przygrzbietowa, występująca po obu stronach. Grzbiet głowni płaski. Pióro symetryczne, obosieczne. Sztych centryczny, spiczasty. Głownia pod jelcem z niewielkim tępym progiem wymodelowanym przez płaskie zbrocze. Jelec wykonany z hartowanej stali, oksydowany na czarno o długości 60 mm. W grzbietowym ramieniu umieszczono prostokątny otwór na sprężynę zaczepu znajdującą się przy pochwie. Uchwyt rękojeści kształtu wrzecionowatego, wykonany z gumy olejoodpornej zapewniania odpowiednią chwytność w dowolnych warunkach klimatycznych. Rękojeść karbowana (9 poziomych karbów). Głowica stalowa, płaska, okrągła w przekroju, oksydowana na czarno. Po odkręceniu główki rękojeści we wnętrzu można umieścić 3 szt. naboi 9 mm lub mikro-zestaw survivalowy.

### Pochwa
Pochwa o długości 179 mm. Wykonana z czarnego, wysoko udarowego tworzywa sztucznego, prosta, z dwoma uchami służącymi do zawieszania. Sprężyna zatrzasku przechodząca przez otwór w jelcu noża i przytrzymująca nóż została przykręcona do ujścia pochwy (od strony grzbietowej) za pomocą dwóch śrub z płaskimi, okrągłymi podkładkami. Po stronie zewnętrznej pochwy (u jej dołu) umieszczone zostało długie, wąskie ucho przez które przepleciona jest stylonowa linka oplatająca pochwę dziesięcioma zwojami, służąca do przywiązania do uda. Ujście pochwy od strony wewnętrznej przechodzi w długie, proste, wąskie ucho do przewleczenia pasa. W uchu zostały wywiercone dwa otwory różnej wielkości. Górny otwór przeznaczony jest do przewleczenia przez niego głównego pasa munduru, przez dolny natomiast mniejszy pasek. 

### Oznakowanie
Na progu przedniego płazu głowni wybity stylizowany znaczek EP i DESIGN, od EP [Emil Pąsiek] Projekt.

## Użytkownicy
Podstawowym użytkownikiem były jednostki rozpoznawcze oraz desantowo-szturmowe Wojska Polskiego. Dzięki produkcji na rynek cywilny również środowisko harcerskie oraz osóby związane z szeroko pojętym survivalem nabywały ten wzór noża. Pewną liczbę noży zakupiła słowacka straż graniczna.